# Estanhons des Pois
Els estanhons des Pois es troben a la Val d'Aran, al cap de la vall d'Artiga de Lin. Són dos estanys de vall d'origen glacial, situats entre 2015 m l'inferior i 2053 m el superior. Aquest darrer és el més gran i profund (4 ha i 19,5 m de fondària), l'inferior té 0,7 ha i és més somer. La seva conca de 190 ha està orientada cap al nord amb el Malh des Pois (2881 m) al nord com a punt més alt.
La conca es troba parcialment coberta de vegetació, amb neretars (matollars de Rhododendron ferrugineum), matollars d'Empetrum hermaphroditum, gespets (prats acidòfils de Festuca eskia), prats acidòfils de Carex curvula, i prats calcícoles de Sesleria coerulea, Carex sempervirens i Ranunculus thora, o de Festuca nigrescens, Trifolium thalii i Ranunculus gouanii. A cap dels dos estanys hi ha vegetació aquàtica. Són estanys ultra-oligotròfics, amb aigües molt transparents.
S'hi han introduït tres espècies de peixos, la truita comuna (Salmo trutta), la truita de font (Salvelinus fontinalis) i el barb roig (Phoxinus phoxinus). L'estat ecològic és bo segons la classificació de la Directiva Marc de l'Aigua. Estan actualment inclosos dins de la zona natural de l'Artiga de Lin de Xarxa Natura 2000.